# Val-d'Irène

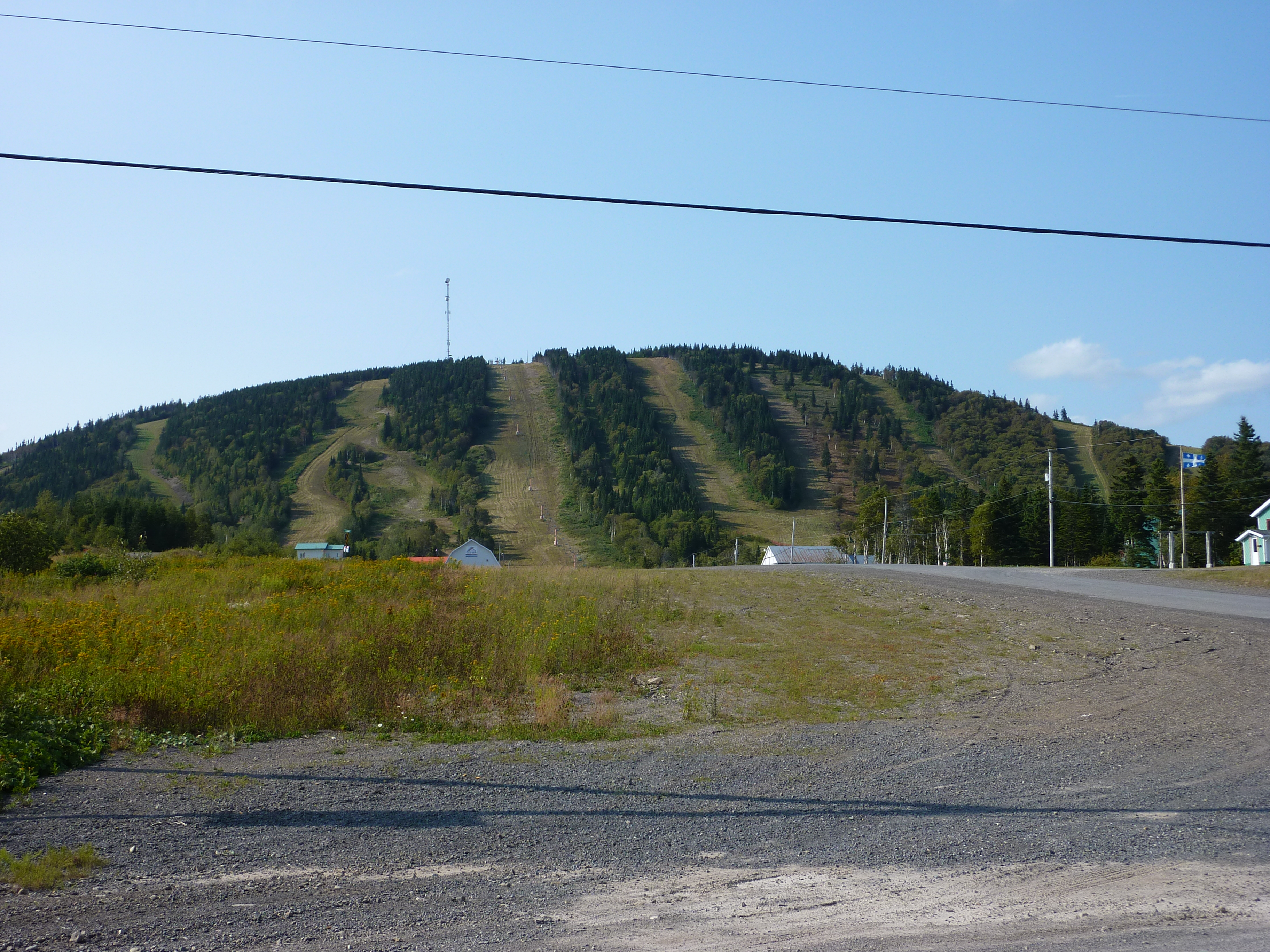
Le parc régional de Val-d'Irène en septembre 2009

Val-d'Irène est un hameau de la municipalité canadienne de Sainte-Irène faisant partie de la municipalité régionale de comté de La Matapédia dans la région administrative du Bas-Saint-Laurent dans l'Est du Québec.

### Source en ligne
- Commission de toponymie du Québec